# 逢いたい (Kiroroの曲)
「逢いたい」（あいたい）は、Kiroroの9枚目のシングル。2000年12月6日発売。発売元はビクターエンタテインメント。

## 収録曲
作詞：玉城千春　
1. 逢いたい
  - 作曲：玉城千春　編曲：Kiroro
2. 夜を見上げて
  - 作曲：Kiroro　編曲：重実徹
3. 逢いたい（Backing Track）
4. 夜を見上げて（Backing Track）

## カバー
逢いたい
- 劉若英 - 2001年6月14日発売のアルバム「收穫 新歌+精選」に収録。中国語版の曲名は「收穫」。